# Associazione Calcio Femminile Norda Gorgonzola 1976
Questa voce raccoglie le informazioni riguardanti l'Associazione Calcio Femminile Norda Gorgonzola nelle competizioni ufficiali della stagione 1976.

## Rosa
Rosa parziale tratta da cronache sportive.
| N. |                   | Ruolo | Calciatrice                 |
| -- | ----------------- | ----- | --------------------------- |
| 8  | Scozia (bandiera) | A     | Mary Carey Anderson         |
| 4  | Italia (bandiera) | C     | Enrica Davalle              |
| 2  | Italia (bandiera) | D     | Anna Maria Fedrigo          |
| 5  | Italia (bandiera) | C     | Anna Maria Galluzzi         |
| 7  | Italia (bandiera) | A     | Aurora Giubertoni           |
| 8  | Italia (bandiera) | A     | Assunta Giovanna Gualdi (I) |
| 3  | Italia (bandiera) | D     | Patrizia Gualdi (II)        |

| N. |                   | Ruolo | Calciatrice       |
| -- | ----------------- | ----- | ----------------- |
| 1  | Italia (bandiera) | P     | Cosima Longo      |
| 6  | Italia (bandiera) | C     | Cecilia Mola      |
| 9  | Italia (bandiera) | A     | Ivana Manzoni     |
| 6  | Italia (bandiera) | C     | Annarosa Padovan  |
| 8  | Italia (bandiera) | A     | Bruna Pantano     |
| 1  | Italia (bandiera) | P     | Michelina Stabile |
| 11 | Scozia (bandiera) | A     | Mary Strain       |